# Santuario di Nostra Signora della Guardia (Levanto)
Il santuario di Nostra Signora della Guardia è un luogo di culto cattolico situato nel comune di Levanto, in via Nostra Signora della Guardia, in provincia della Spezia. La chiesa è sede della parrocchia omonima del vicariato della Riviera della diocesi della Spezia-Sarzana-Brugnato.

## Storia e descrizione

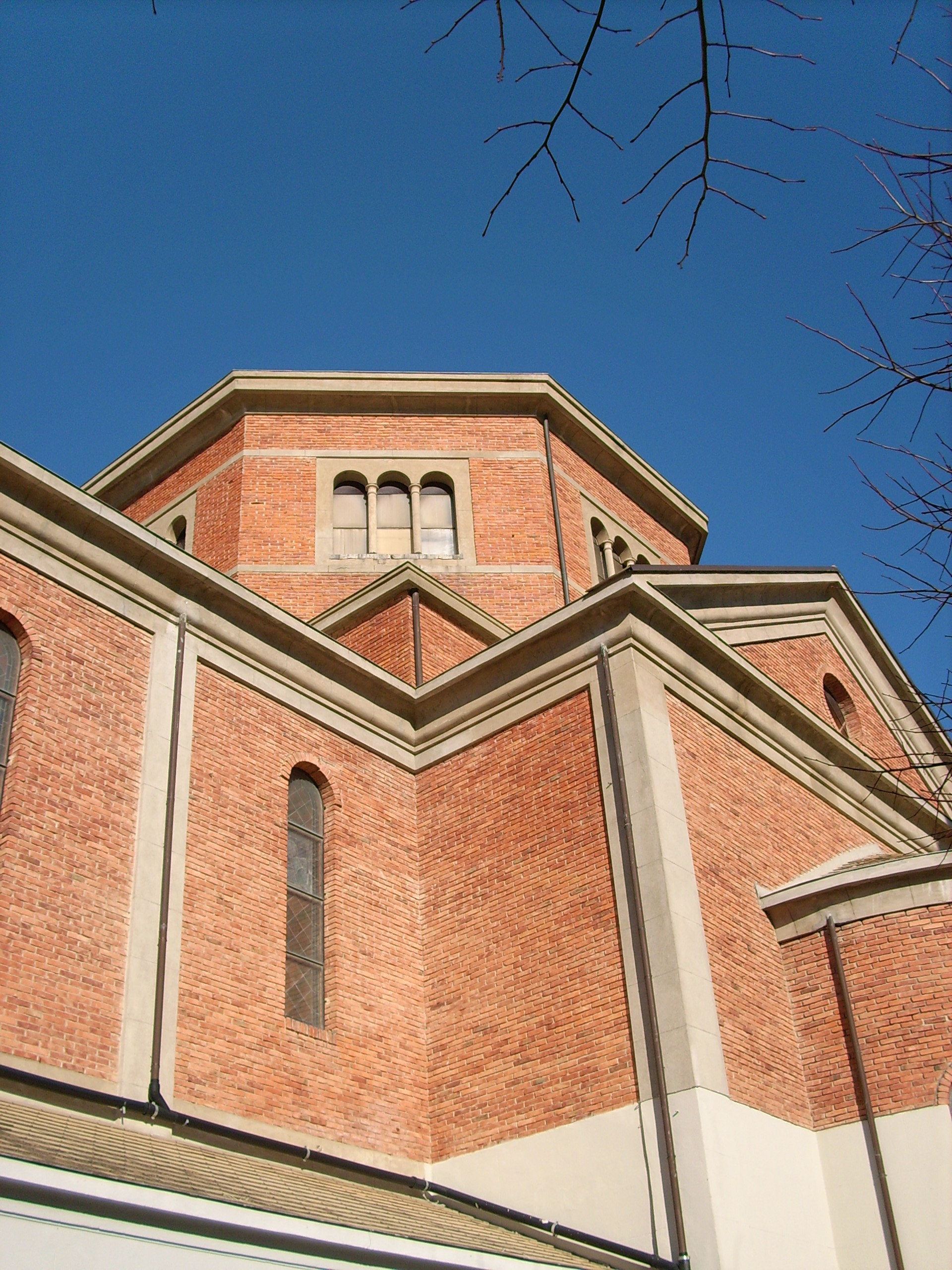
Particolare della chiesa

Un primo passo verso la costruzione di un nuovo luogo di culto nella periferia di Levanto, dedicato a Nostra Signora della Guardia come espressamente richiesto dalla popolazione, fu compiuto nel 1938 quando, il 23 maggio, il vescovo della diocesi di Luni Giovanni Costantini ufficialmente affidò al sacerdote Pellegro Ottavio Daneri di interessarsi della pratica; quest'ultimo, curato della parrocchia di San Martino di Casano a Luni, accettò il giorno successivo (24 maggio).
Nei mesi successivi si effettuarono sopralluoghi esplorativi a Levanto per l'edificazione della nuova chiesa parrocchiale e contemporaneamente si rivalutarono i confini pastorali della comunità parrocchiale di Ridarolo; il 15 novembre don Daneri fu quindi il nuovo parroco della parrocchia.
Dopo le prime donazioni per l'erigenda chiesa, a metà dicembre del 1938 fu individuato il terreno necessario in un campo tra la strada provinciale e il torrente Ghiararo, area di proprietà dei fratelli Massola che si dichiarano disponibili alla vendita. Il 16 gennaio 1939 la scelta del sito fu approvata dai vari organi diocesani e locali.
Il 23 agosto, dopo nuove donazioni monetarie e dei materiali, iniziarono i primi lavori della fondamenta della nuova chiesa progettata dall'ingegnere Arturo Danusso, professore presso il politecnico di Milano, che terminarono il 21 settembre 1940. Dopo la costruzione di una prima cappella, nel corso del 1941, l'opera subì inevitabilmente un rallentamento per lo scoppio della seconda guerra mondiale e solo nel 1946, il 22 aprile, alla presenza del vescovo di Luni monsignor Giuseppe Stella, si posava la prima pietra del costruendo campanile (alto 40 metri) che fu completato il 1º settembre dello stesso anno.
Tra rallentamenti burocratici ed economici, per rivedere una nuova fase per il completamento dell'edificio si dovette quindi aspettare il 1956 con l'appalto dei nuovi lavori che interessarono il sito sino al 1958; il santuario venne solennemente consacrato il 2 luglio alla presenza dello stesso vescovo lunense Stella. Fu il successivo parroco, don Mario Tasso, a commissionare nuovi lavori nel 1962 che interessarono l'antistante piazzale, realizzato a mosaico con pietre, e il campanile con la collocazione di otto campane.